# Триметилиндий
Триметилиндий — элементоорганическое вещество, простейшее алкилпроизводное индия с формулой In(CH3)3, бесцветные кристаллы, быстро окисляется на воздухе.

## Получение
- Взаимодействие порошкообразного индия с диметилртутью:

{\displaystyle {\mathsf {2In+3Hg(CH_{3})_{2}\ {\xrightarrow {100^{o}C,\tau }}\ 2In(CH_{3})_{3}+3Hg}}}

## Физические свойства
Триметилиндий — бесцветные кристаллы, которые быстро окисляются на воздухе, реагируют с водой.
В вакууме сублимирует при комнатной температуре.

## Химические свойства
- Энергично реагирует с водой:

{\displaystyle {\mathsf {In(CH_{3})_{3}+2H_{2}O\ {\xrightarrow {}}\ InCH_{3}(OH)_{2}+2CH_{4}\uparrow }}}
- Реагирует с кислотами:

{\displaystyle {\mathsf {In(CH_{3})_{3}+3HCl\ {\xrightarrow {}}\ InCl_{3}+3CH_{4}\uparrow }}}